# 塔可圖卡沙拉
塔可圖卡沙拉（阿拉伯语：‎）是摩洛哥的一种沙拉，用番茄、洋葱、苹果等制成，再加上大蒜、辣椒进行调味。制作时将各原料研磨。通常作为凉菜或半热菜食用，为摩洛哥地区常见配菜。

## 词源
塔可圖卡沙拉「Taktouka」（‎）来源于阿拉伯语「taktak」（‎）一词，意为「研磨」。